# An einem Freitag in Las Vegas
An einem Freitag in Las Vegas ist ein in internationaler Koproduktion entstandener Kriminalfilm von Antonio Isasi-Isasmendi aus dem Jahr 1968.

## Handlung
Nach Jahren entkommt Gangster Gino aus dem Gefängnis. Er plant erneut Coups und ignoriert die Warnungen seines jüngeren Bruders Tony, dass sich die Zeiten geändert haben und inzwischen Film- und Computerüberwachung eine große Rolle spielen. Es kommt zum Zerwürfnis; beim Überfall auf einen Geldtransporter des Fuhrunternehmers Steve Skorsky kommt Gino ums Leben, ist die Polizei aufgrund modernster Überwachungsmethoden doch nach kurzer Zeit am Ort. Tony schwört, seinen Bruder zu rächen.
Tony fängt als Croupier in einem Casino in Las Vegas an. Er beginnt eine Affäre mit Skorskys Sekretärin Ann Bennett, mit der er in größerem Rahmen Wettbetrug betreibt. Zudem kundschaftet er die Geldtransporte Skorskys aus. Er erkennt, dass Transporte von Las Vegas nach Los Angeles während der Fahrt die Mojave-Wüste durchqueren, die von Polizeiwagen erst nach einer Weile erreicht werden kann. Er weiht Ann in seinen Plan ein und kann sie nach einer Weile dazu bringen, die per Computer erst kurzfristig mitgeteilten Fahrtrouten früher zu beschaffen. So plant Tony den Überfall an einem Freitag.
Tony weiß nicht, dass Skorsky auch im Visier von Douglas, Mitarbeiter des Schatzamtes, ist. Unregelmäßig, jedoch immer in Transportbegleitung von drei bestimmten Mitarbeitern Skorskys, scheint dieser neben Geldern auch illegale Goldbarren zu transportieren, die im Laufe der Fahrt an die Mafia übergeben und nach Mexiko gebracht werden. Douglas kann sich als vermeintlicher Versicherungsmitarbeiter in Skorskys Unternehmen schmuggeln und so den nächsten Transport in der verdächtigen Dreierbesetzung in Erfahrung bringen: Es ist der Freitagstransport, den Tony überfallen will.
Tony und seine Männer überfallen den Transport, wobei es ihnen gelingt, sämtliche Überwachungsmechanismen auszuschalten. Sie erschießen die beiden Fahrer und fahren den Transporter über Metallrinnen durch den Sand bis hin zu einem unterirdischen Versteck. Per Hubschrauber verwischen sie ihre Spuren, bis der Wagen vom Erdboden verschluckt scheint. Douglas und auch Skorsky sind ratlos. Unter der Erde versuchen Tony und die anderen unterdessen in den Wagen zu kommen, der elektronisch verschlossen ist. Tony will den Wagen aufschweißen, gerät dabei jedoch in Konflikt mit dem ungestümen Cooper, dem alles nicht schnell genug geht und der daher den Wagen mit Dynamit sprengen will. Cooper verlässt das Versteck schließlich im Streit; Tonys Männer werden durch die beiden Insassen des Wagens getötet, diese sterben aber kurz darauf selbst im Kugelhagel. Am Ende ist nur Tony übrig. Ihm gelingt es, den Wagen zu öffnen. Hier findet er neben dem Geld auch die geschmuggelten Goldbarren. Er lässt den Wagen zunächst zurück und setzt sich mit Ann in Verbindung. Diese ist längst verdächtig, die Transportzeiten an einen Dritten verraten zu haben. Sie wird beschattet, kann jedoch zu Tony fliehen. Tony fährt mit ihr zum versteckten Transporter, wo bereits Cooper eingetroffen ist. Er will den Wagen endlich mit Dynamit sprengen und das Geld behalten. Auch Skorsky ist am Ort des Geschehens eingetroffen, will er doch die Schmuggelware sichern und der mexikanischen Mafia übergeben. Alle werden unbemerkt von Douglas überwacht, der sich Skorsky zwischenzeitlich als Mitarbeiter des Schatzamtes zu erkennen gegeben hat. Cooper sprengt den Wagen; die heftige Explosion vernichtet das Geld. Nur die Goldbarren bleiben erhalten. Douglas kann Skorsky nun wegen Schmuggels verhaften, während Tony angesichts der Entwicklung der Ereignisse zu lachen beginnt.

## Produktion
An einem Freitag in Las Vegas beruht auf dem Roman Les hommes de Las Vegas von André Lay. Die Dreharbeiten fanden in Los Angeles, Las Vegas und in der Wüste von Tabernas (Szenen in der Mojave-Wüste) statt.
Der Film erlebte am 31. Oktober 1968 in Madrid seine Erstaufführung und kam am 7. März 1969 auch in die bundesdeutschen Kinos. Wurde der Film 1969 auch gekürzt mit einer FSK 16 freigegeben, erhielt er 1996 eine FSK-Freigabe ab 12 Jahren.

## Synchronisation
| Rolle                | Darsteller       | Synchronsprecher        |
| -------------------- | ---------------- | ----------------------- |
| Tony Ferris          | Gary Lockwood    | Horst Stark             |
| Ann Bennett          | Elke Sommer      | Ursula Herwig           |
| Steve Skorsky        | Lee J. Cobb      | Friedrich W. Bauschulte |
| Gino                 | Jean Servais     | Wolfgang Amerbacher     |
| Leroy                | Georges Géret    | Michael Chevalier       |
| Douglas              | Jack Palance     | Heinz Petruo            |
| Cooper               | Fabrizio Capucci | Arne Elsholtz           |
| Mafiaboss            | Roger Hanin      | Rainer Brandt           |
| Salvatore            | Gustavo Re       | Toni Herbert            |
| Merino               | Daniel Martín    | Thomas Eckelmann        |
| Clark                | Maurizio Arena   | Rolf Schult             |
| Sheriff Klinger      | Gérard Tichy     | Gerd Martienzen         |
| Brian                | Rubén Rojo       | Lothar Blumhagen        |
| Chefinspektor Morton | George Rigaud    | Kurt Waitzmann          |

## Kritik
Für den film-dienst war An einem Freitag in Las Vegas ein „[s]pannender, mit brillanten technischen Mitteln gestalteter Krimi.“ Cinema fand, der „coole Thriller, dessen Tempo allein durch dynamische Schnitte entsteht, war ein wahrer Euro-Coup: Das Spielerparadies Las Vegas ist echt, die Wüste liegt in Spanien. Fazit: Selten hatte das Euro-Kino so viel Coolness“. Der Evangelische Filmbeobachter beanstandet zwar, dass der Film teilweise zu lang und zu hart sei, resümiert aber, dass es sich um „spannende und gute Konfektionsware“ handele.

## Auszeichnungen
An einem Freitag in Las Vegas gewann 1968 vier Preise des Sindicato Nacional del Espectáculo: in den Kategorien Bester Film, Beste Regie, Beste Filmbauten (Juan Alberto Soler, Antonio Cortés) und Beste technische Errungenschaft. Der Film erhielt 1969 zwei Preise des Círculo de Escritores Cinematográficos in den Kategorien Bester Film und Beste Regie und gewann einen Sant-Jordi-Award als Bester Film.